# Рецептор эпидермального фактора роста
Рецептор эпидермального фактора роста (англ. epidermal growth factor receptor, EGFR, ErbB-1) — трансмембранный рецептор, связывающий внеклеточные лиганды из группы эпидермальных факторов роста. Относится к семейству рецепторов ErbB, в частности к подсемейству тирозинкиназных рецепторов (обладающих внутренней тирозинкиназной активностью): EGFR (ErbB-1), HER2/c-neu (ErbB-2), Her 3 (ErbB-3) и Her 4 (ErbB-4). Мутации рецептора, приводящие к гиперэкспрессии или повышению активности, могут являться причиной раковых заболеваний.